# Iff Bennett
Iff Bennett, bürgerlich Gottfried „Iff“ Balve (* 1951 oder 1952 in Idar-Oberstein, Rheinland-Pfalz) ist ein deutscher Sänger, Moderator, Autor und Produzent. Bekannt wurde Bennett als Sprecher bei Radio Luxemburg (u. a. Musikexpress) und Moderator aus der Anfangszeit des privaten Fernsehsenders RTL Television.

## Leben
Bennett wurde als Gottfried Balve in Idar-Oberstein geboren und wuchs in Luxemburg auf, wo er auch die Luxemburgische Sprache, Lëtzebuergesch, erlernte. Bereits als Jugendlicher kam er mit der Musik in Berührung und sang in einer Luxemburger Bigband. Nach dem Abitur begann er Betriebswirtschaftslehre  in Trier und Saarbrücken zu studieren. Nach seinem Abschluss als Diplom-Kaufmann betätigte er sich journalistisch. Bennett ist Vater einer Tochter, Gina, aus einer ersten Beziehung und lebt mit seiner derzeitigen Lebensgefährtin im Großherzogtum Luxemburg sowie in Dénia bei Alicante.

## Karriere
Als Sänger wurde er ab 1978 von Frank Farian unter dem Künstlernamen Iff Bennett produziert; er sang Schlager wie Domani, Gina, Giana Nazionale, A Whiter Shade of Pale, Just for You, Love is Life und Wenn erst der letzte Baum.
Nach seinem Studium arbeitete Bennett, nach ersten journalistischen Stationen, für zwei Jahre bei der Luxemburger Wochenzeitschrift Revue. Über eine Zusammenarbeit der Zeitschrift mit Radio Luxemburg wurde Bennett durch den damaligen Verwaltungschef des Senders, Olaf Steinbauer, entdeckt und arbeitete zunächst als Redakteur beim Sender. Ab Februar 1983 war er bis 1986 für das Marketing des Senders verantwortlich und löste Thomas Wilsch ab. Als Leiter des bereits 1977 von Frank Elstner zusammen mit Bertelsmann gegründeten Radioklubs „Hallo RTL“ moderierte er an der Seite von Biggi Lechtermann und Jochen Pützenbacher die samstags ausgestrahlte gleichnamige Klubsendung, in der unter anderem auch Höreranfragen beantwortet wurden. Später erschien auch das RTL-Clubjournal, das die Hörer – und ab 1984 auch Zuschauer von RTL plus – an den Sender binden sollte und, neben Merchandising-Angeboten, auch Aktionen wie den RTL-Musikexpress und Hörerreisen ins Leben rief. Neben der inhaltlichen Verantwortung für den Klub und Beiträge für das Clubjournal, war Bennett auch als Moderator der Musiksendung Musikexpress bekannt.
Der Sender, der vor dem Umzug nach Köln als Radio Lëtzebuerg in Bertrange firmierte, bot Bennet 1988 die Moderation des Reiseformats Check-In an, die er von 1988 bis 1993 moderierte und die sich an Formaten wie Un jour pas comme les autres und Ein Tag wie kein anderer des von Jochen Pützenbacher moderierten deutschen Ablegers orientierte. In der Sendung wurden Reiseziele vorgestellt und Hörer konnten Traumreisen gewinnen. Ende 1984 wechselte er vom Hörfunk bei Radio Luxemburg schließlich zu RTL plus vor die Kamera, wo er weiterhin die Klubsendung „Hallo RTL“ moderierte, aber auch als Ansager fungierte. Er führte Interviews mit Studiogästen und moderierte die kurzlebigen Formate Typisch RTL und Hit-Clips, mit Liveauftritten bekannter musikalischer Künstler.
Überregional wurde Bennett mit der Sendung Einfach tierisch (auch: Einfach tierisch – Die RTL-Tiershow) bekannt, die von Mitte der 1980er-Jahre bis Anfang der 1990er-Jahre ausgestrahlt wurde und die durch den Tierarzt Dr. Rolf Spangenberg (1932–2020) begleitet wurde. In dem als Quizshow mit Kandidaten konzipierten Format wurden Tiere durch die Protagonisten imitiert und ein Bewusstsein für artgerechte Haltung und die Kreatur als Lebewesen geschaffen. Die Sendung trug dazu bei, dass das deutsche Tierschutzgesetz im Jahr 1988 überarbeitet wurde und Tiere seitdem nicht mehr als Sachen, sondern als Lebewesen gelten (vgl. § 90a BGB). Bennett wurde für seinen Verdienst für den Tierschutz mit dem „Goldenen Elefanten“ geehrt, der ihm durch den damaligen Präsidenten des Deutschen Tierschutzbundes, Dr. Andreas Grasmüller, und den damaligen Bundeskanzler Helmut Kohl verliehen wurde. Spangenberg wurde 1999 mit dem Verdienstorden des Landes Rheinland-Pfalz ausgezeichnet.
Neben seiner Tätigkeit für „Hallo RTL“ und seiner Moderationstätigkeit trat Bennett auch als Produzent und als Co-Moderator der RTL-Löwenverleihung aus den Westfalenhallen in Dortmund in Erscheinung und war in den 1990er-Jahren Jurymitglied der Mini Playback Show.
Von 1993 bis 1999 übernahm Bennett das Moderationstraining des Senders und entwickelte als Autor viele Formate mit. Diese Arbeit setzte er für vier Jahre bei Endemol im Bereich der internationalen Formatentwicklung fort. Neben seiner aktiven Fernseh- und Radiokarriere arbeitete er als freier Produzent und Autor, unter anderem für Die RTL-Löwenverleihung, Karnevalissimo (ZDF), Ausgetrickst (ARD) und diverse Dokumentationen des Fernsehsenders VOX. Daneben schrieb er Gags für Formate wie Rudi Carrells 7 Tage, 7 Köpfe (RTL), insbesondere für Comedystars wie Guido Cantz oder Kalle Pohl.
Später arbeitete Bennett als Autor, Coach und Formatentwickler in der Kölner Produktionsfirma Blueprint Productions GmbH, die von dem Entertainer Franklin gegründet wurde.
2023 zog sich Bennett in sein Privatleben zurück.

## Bücher
- Einfach tierisch. Ed. Felgen, Luxembourg, [Trier] 1987, ISBN 3-88201-141-6.

## Singles
- 1978: A Whiter Shade Of Pale / Just you  New Blood Schallplatten
- 1988: Wenn erst der letzte Baum
- 2003: A Whiter Shade of Pale
- 2004: Love is Life